# Engraulis encrasicolus
Engraulis encrasicolus, conhecido pelo nome comum de biqueirão, é uma espécie de peixe pertencente à família Engraulidae, abundante nas regiões mediterrâneas e na costa atlântica da África e da Europa.

## Descrição
Distingue-se facilmente pela boca em fenda e o focinho pontudo que se estende para além da mandíbula inferior. O biqueirão se assemelha a uma espadilha e tem uma cauda bifurcada, com uma única barbatana dorsal, mas o corpo é redondo e delgado. Seu comprimento máximo é de 21 cm.
Na culinária europeia, são consumidos fritos, marinados ou em conservas.

## Gastronomia

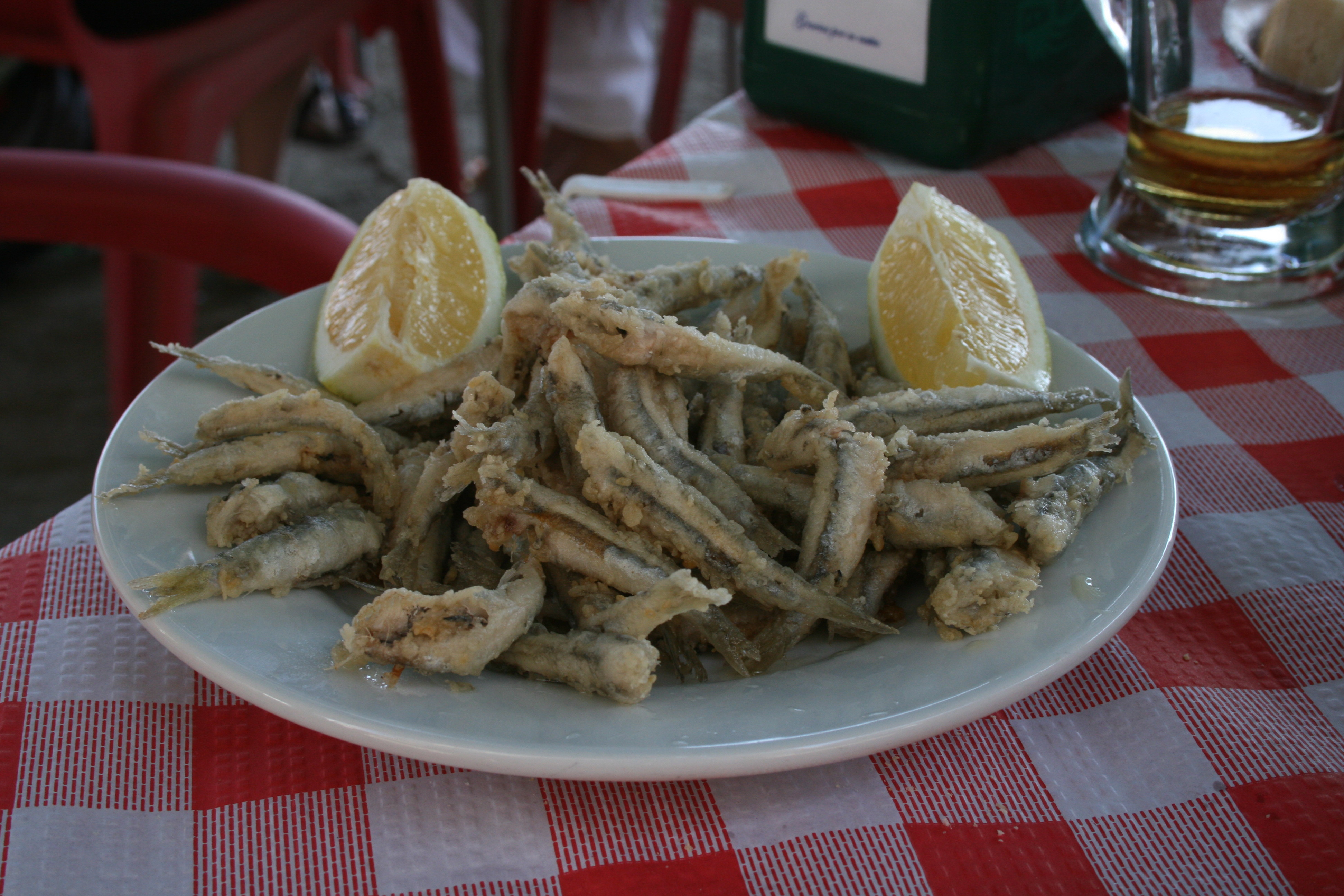
Porção de "boquerones fritos"

O biqueirão é um dos símbolos associados à região da Andaluzia, na Espanha, onde é um prato bastante difundido, conhecido popularmente como boquerones.
É bastante apreciado na cozinha dos países da região mediterrânea, pelo sabor e suave textura.
Na Espanha é consumido de três formas distintas:
1. Fritos em azeite de oliva, previamente revestidos em farinha de trigo (à milanesa).
2. Macerados em vinagre, sal, alho, salsa e azeite.
3. Como conserva em azeite, previamente secados e salgados.

Dependendo de sua apresentação e da região onde se encontre, este pescado é denominado de forma diferente. Na região cantábrica se denomina "anchoa" ("anchova" em português), quando se prepara em salmoura e é embalado em azeite, ou "bocarte" quando se prepara frito à milanesa (revestido em farinha de trigo). Em toda a costa mediterrânea e na fachada atlântica andaluza denomina-se "boquerón" tanto se for preparado frito à milanesa, quanto se for macerado em vinagre, azeite, alho, salsa e sal (Boquerones en vinagre). Em alguns países, como na Inglaterra, costuma-se preparar a carne do biqueirão em salmoura para se obter uma pasta denominada Gentleman's Relish.
Na Itália também é muito comum, especialmente como ingrediente das pizzas e alguns molhos para massas como a putanesca.

## Importante

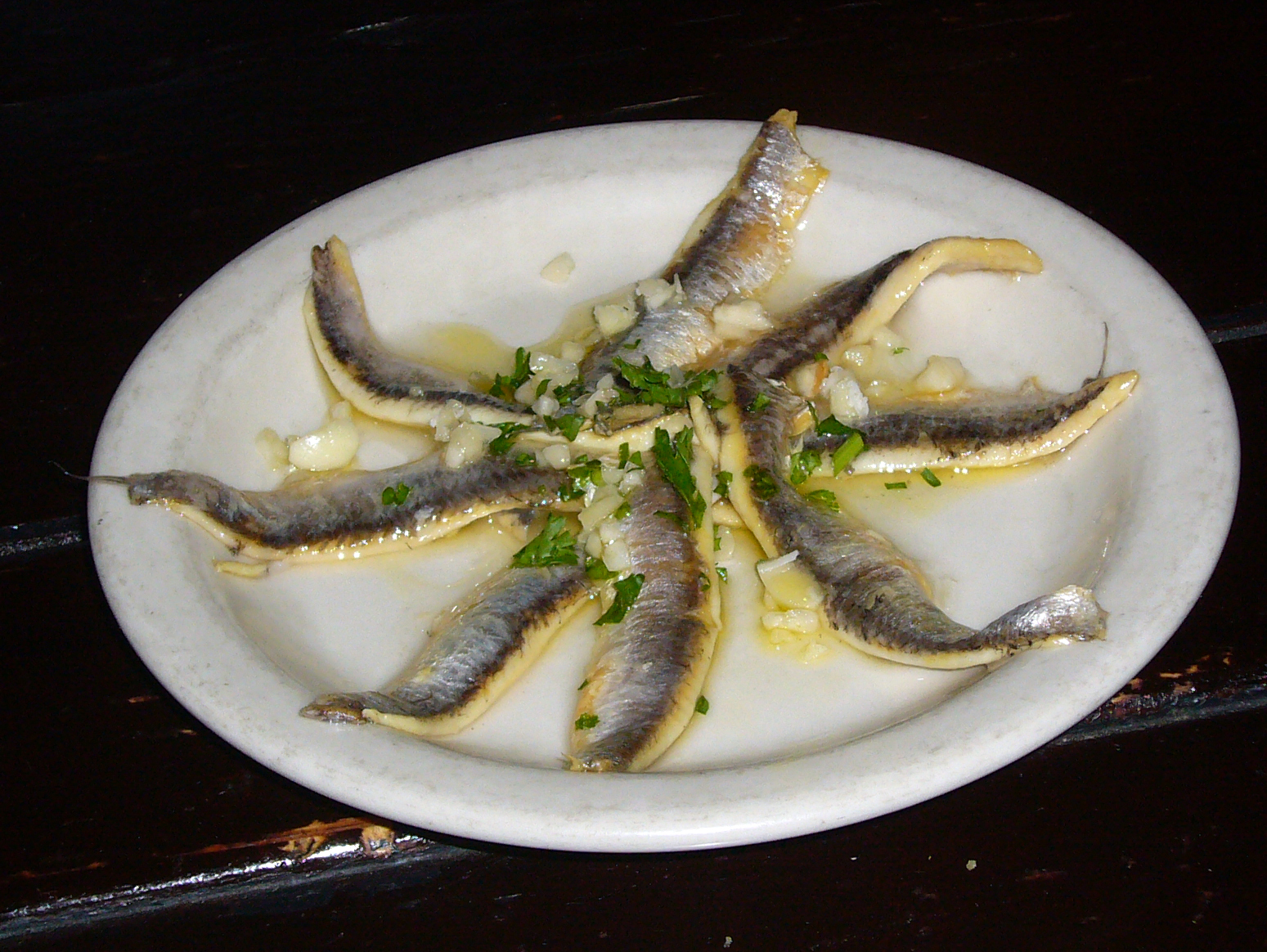
Tapas (boquerones en vinagre).

As preparações do biqueirão em conserva e em vinagre são potencialmente perigosas para a saúde, pela possível presença do parasita Anisakis, que não é eliminado com a secagem da salga nem com o marinado em vinagre. Para destruir o parasita (e seu efeito, a anisaquíase) basta congelar os pedaços do biqueirão antes ou depois de sua preparação por pelo menos 24 horas, a uma temperatura de –20 °C ou inferior. Esse processo é obrigatório na Espanha desde dezembro de 2006.